# Tesselaar Familiebrouwerij
Tesselaar Familiebrouwerij, ook bekend als Tesselaar Familiebrouwerij Diks, is een Nederlandse brouwerij en familiebedrijf gevestigd op Texel. De brouwerij, geleid door de familie Diks, produceert diverse bieren, waaronder een pilsener, speciaalbieren en een jaarlijks wisselend bier. Het brouwproces combineert moderne technologie met traditionele koperen ketels.

## Geschiedenis
De brouwerij werd op 16 juni 2017 opgericht door Maurice Diks, een brouwmeester met ervaring in de Nederlandse bierindustrie. Diks werkte eerder bij de Texelse Bierbrouwerij, aanvankelijk in 1999 als bedrijfsleider en brouwer in opleiding, in 2004 werd hij brouwmeester en technisch directeur. In 2017 verliet hij het bedrijf en besloot samen met zijn dochter Marinka en zoons Sander en Jasper een eigen familiebrouwerij te starten. Schoonzoon Sander Visser sloot zich later aan bij het bedrijf.
De eerste bieren van Tesselaar Familiebrouwerij Diks, een gefilterde en ongefilterde pilsener, werden in juli 2017 gebrouwen bij Bierbrouwerij Breda. In augustus 2018 verkreeg de familie de nodige vergunningen voor hun eigen brouwerij op Texel. De brouwerij werd geopend in februari 2019 en beschikt over zowel moderne roestvrijstalen tanks als authentieke koperen ketels uit 1967, afkomstig van een gesloten Duitse brouwerij. De koperen ketels zijn geïsoleerd met dekens van Texelse schapenwol.
In 2021 produceerde Tesselaar Familiebrouwerij Diks 200.000 liter bier, een verdubbeling ten opzichte van het voorgaande jaar. De brouwerij heeft haar capaciteit sindsdien verder uitgebreid.
In september 2023 kreeg de brouwerij goedkeuring van de Texelse gemeenteraad om te verhuizen naar de voormalige Landbouwcentrale Texel aan de Meyertebos, een pand dat voorheen werd gebruikt als aardappelbewaarplaats. Deze verhuizing was noodzakelijk omdat de brouwerij zijn productiecapaciteit op de oude locatie had bereikt en er onvoldoende opslagruimte beschikbaar was. De nieuwe locatie biedt ruimte voor verdere groei, waaronder de installatie van zonnepanelen en de oprichting van een eigen mouterij.
In april 2024 maakte de brouwerij de overstap naar statiegeldflessen, de eerste kleine brouwerij in Nederland die deze keuze maakte. De brouwerij verving de 33cl wegwerpfles door de 30cl BNR-statiegeldfles en introduceerde afwasbare papieren etiketten.

## Bieren
Het assortiment van Tesselaar Familiebrouwerij omvat verschillende bierstijlen, zoals pils, tripel, quadrupel, blond, witbier, weizen en bokbier. Het reguliere assortiment bestaat uit:
- Bruuzer – tripel
- Dukdalf – quadrupel (10% alcohol), oorspronkelijk ontwikkeld als eindejaarsbier.
- Eilandbiêr – ongefilterd pilsener met een volle smaak.
- Eilandkriebel – blond bier, gebrouwen met vijf hopsoorten, met een citrussmaak (6,4% alcohol).
- Razende Bok – ondergistend bokbier met tonen van karamel en koffie (6,5% alcohol).
- Slufterbok – bovengistend bokbier met tonen van karamel, koffie en laurier.
- Strandstruner – weizenbier met een koperkleur en fruitige aroma’s.
- Witte Tessel-Aar – witbier met koriander en sinaasappelschil.

Daarnaast brouwt het bedrijf seizoensgebonden bieren, waaronder:
- Ezelenbok – herfstbok, overgenomen van de Stichting Alternatieve Noord-Hollandse Brouwers.[8]
- Texelendje – jaarlijks eindejaarsbier met een wisselende stijl, zoals een gerstewijn met 9,5% alcohol in 2021.[1][9]

## Erkenning
Tesselaar Familiebrouwerij heeft een aantal onderscheidingen ontvangen voor hun bieren. In 2021 ontving de Slufterbok een zilveren medaille tijdens de Dutch Beer Challenge. Een jaar later, in april 2022, werd de Strandstruner in dezelfde competitie bekroond met een gouden medaille. In 2023 ontvingen beide eerder genoemde bieren opnieuw een zilveren medaille in deze wedstrijd. In 2024 werd de Kaap de Goeie Hop IPA, gebrouwen in samenwerking met Strandpaviljoen Kaap Noord, uitgeroepen tot winnaar van de Entree Huisbier van het Jaar-verkiezing in de categorie "Licht (tot 6,5% alcohol)".